# Linda Mirada
Ana Naranjo García, conocida artísticamente como Linda Mirada (San José, Costa Rica; 26 de noviembre de 1976) es una cantante y compositora nacida en 1976 en Costa Rica aunque se considera de Cáceres y reside en Madrid desde 2002. Su nombre artístico es un homenaje a uno de sus personajes preferidos del programa de televisión Barrio Sésamo. Licenciada en sociología, antes de comenzar su carrera como artista en solitario, trabajó para los sellos Mushroom Pillow y Nuevos Medios.

## Biografía
En 2009 publicó su álbum de debut China es otra cultura grabado en San Francisco y coproducido por Bart Davenport aunque el estilo de pop electrónico de Linda Mirada poco tiene que ver con el cantautor estadounidense. Se considera nostálgica apasionada de la década de los 1980 y en su disco de debut junto a un sonido pop moderno se recogían esas influencias con guiños al italo disco y al tecno-pop de los años 1980, aunque sin caer en el revival o la fotocopia.
En 2011 publicó el EP Fabuloso San José con cuatro remezclas de baile de temas de su álbum de debut. Sabore Bicoro, Nite Jewel, Part Time and The Ruby Suns se ocuparon de las remezclas
En 2012 publicó Con mi tiempo y el progreso de nuevo con la colaboración de Bart Davenport. El disco mantenía los guiños y referencias a los años 80 pero en esta ocasión con un sonido más intimista.
En 2013 se lanzó el EP Lío en Río con 5 temas de 'Con mi tiempo y el progreso' con remezclas House de artistas como Phenomenal Handclap Band, Secret Circuit, Daniel Kyo, Sabore Bicoro y Simple Simmetry.
A finales de 2013 publicó el sencillo inédito «Ruido de naves que parten» para la película 3 bodas de más.
En 2017 colabora con Hal Incandeza en su primer álbum de estudio Calor. Pone la voz al tema «Cuando el mar se trague el Sol».

## Discografía

### Álbumes
- China es otra cultura (La cooperativa, 2009)
- Con mi tiempo y el progreso (Lovemonk, 2012)

### EP
- Fabuloso San José (remezclas) (Discoteca Océano, 2011)
- Lío en Río (remezclas) (Lovemonk, 2013)

### Sencillos
- «Ruido de naves que parten» (incluido en la banda sonora de 3 bodas de más) (2013)